# Rugby club Auch
Rugby club Auch è un club francese di rugby a 15 di Auch.
Fondato nel 1891 come Union vélocipédique du Gers e passato attraverso varie denominazioni, il club vanta la vittoria a livello continentale dell'European Shield 2002-03, l'unico trofeo nel proprio palmarès.
Dopo il fallimento societario avvenuto nel 2017, il club si è riformato con il nome attuale, risalendo due categorie e, al 2019-20, militando in Fédérale 2, il quarto livello nazionale.

## Palmarès
- European Shield: 1
2002-03